# لین کوکس
لین کوکس (به انگلیسی: Lynne Cox) (زادهٔ ۱۹۵۷) شناگر اهل ایالات متحده آمریکا است.